# Tai Hu (sjö i Kina, Heilongjiang)
Tai Hu (kinesiska: 泰湖) är en sjö i Kina. Den ligger i provinsen Heilongjiang, i den nordöstra delen av landet, omkring 260 kilometer väster om provinshuvudstaden Harbin. Tai Hu ligger 132 meter över havet. Arean är 7,5 kvadratkilometer. Trakten runt Tai Hu består i huvudsak av gräsmarker. Den sträcker sig 3,4 kilometer i nord-sydlig riktning, och 2,9 kilometer i öst-västlig riktning.
Följande samhällen ligger vid Tai Hu:
- Tailai (66 623 invånare)

Genomsnittlig årsnederbörd är 605 millimeter. Den regnigaste månaden är juli, med i genomsnitt 204 mm nederbörd, och den torraste är januari, med 4 mm nederbörd.